# Richtstätten in Wuppertal
Auf dem Stadtgebiet der heutigen Großstadt Wuppertal befanden sich mehrere Richtstätten aus dem Mittelalter und der Neuzeit bis in das 20. Jahrhundert. Folgende Richtstätten in Wuppertal sind belegt:

## Belegte Richtstätten
- Mittelalterliche und frühneuzeitliche Richtstätte des bergischen Amtes Beyenburg an dem Heerweg Köln–Dortmund an der Grenze zum Amt Bornefeld in Höhe von Cluse.[1] Das Flurstück heißt im heutigen Kataster Im Galgenfeld.
- Im Wohnquartier Siebeneick ist eine mittelalterliche/frühneuzeitliche Richtstätte an einem Zweig der Alten Cölnischen Straße belegt. Das Flurstück heißt im heutigen Kataster Galgenbusch.
- Im Galgenfeld zu Schöllersheide, ebenfalls an der Alten Cölnischen Straße an der Grenze zum bergischen Amt Mettmann gelegen, sind in der Neuzeit Hinrichtungen der Herrschaft Schöller ausgeführt worden.[2] Der bekannteste Delinquent war 1805 der Räuberhauptmann Johannes ‚Köphannes‘ (= geköpfter Johannes) Auerbäumer.
- Auf dem Brausenwerth befand sich in der Neuzeit die Elberfelder Richtstätte.
- Im Elberfelder Gefängnis Bendahl wurden bis 1912 Hinrichtungen mit dem Fallbeil durchgeführt. Das benachbarte Landgericht, das die Todesurteile aussprach, befand sich auf einer Wupperinsel. Eine makabre Deutung des Spruchs „… über die Wupper gehen“ (=sterben) resultiert aus dieser geografischen Konstellation, in der die Verurteilten über die Wupper zum Richtplatz im Gefängnis verbracht wurden.
- Auf dem Elberfelder Hardtberg befand sich im 17. und 18. Jahrhundert ein Galgen. Er stand auf einem, von einem Wall umgebenen, Platz am südlichen Berghang. Dieser Platz wurde „das Gericht“ genannt. Früher wurde der Hardtberg auch „Galgenberg“ oder „Galgenköppken“ genannt. Später wurde anstatt eines Galgens von einem Galgenbaum gesprochen. Eine, bis zum Ende des 20. Jahrhunderts vorhandene vierhundertjährige, Eiche am nördlichen Rand der Felswand von der Waldbühne Hardt ist als Galgenbaum überliefert.[3]

## Unbelegte Richtstätten
In Sagen werden auch Richtstätten ohne historische Belege erwähnt:
- Galgen auf dem Stübchensberg auf der ehemaligen Stadtgrenze zwischen Elberfeld und Barmen.[4]